# Laureano Brizuela (cantante)
Laureano Brizuela (Salta; 22 de julio de 1949) es un cantautor argentino.

## Biografía
Su padre, Laureano Brizuela, era químico farmacéutico, hijo del pintor catamarqueño Laureano Brizuela (1891-1951). Actualmente el Museo de Bellas Artes de Catamarca lleva su nombre. Su madre, de apellido Wilde, era bioquímica de profesión nacida en Tupiza (Bolivia) y posteriormente naturalizada argentina.
Los Wilde en Tupiza, provenían de las primeras familias británicas de Buenos Aires, que tuvieron que emigrar a Bolivia por las persecuciones de la Mazorca, brazo armado del gobierno de Juan Manuel de Rosas (1793-1877).
Su madre es sobrina de Eduardo Wilde (1844-1913), médico, escritor, político, diplomático y filántropo ―también nacido en Tupiza (Bolivia) y naturalizado argentino― que durante el gobierno del presidente Julio Argentino Roca (1843-1914) logró erradicar la fiebre amarilla del país. Falleció en Bélgica como ministro plenipotenciario de la Argentina. En la Facultad de Medicina de la Universidad de Buenos Aires (UBA) aún se otorga la beca Eduardo Wilde.[cita requerida]
En diciembre de 1967 terminó la escuela secundaria y simultáneamente obtuvo el título de profesor de piano en un conservatorio de la ciudad de Buenos Aires. Al año siguiente ingresó en la carrera de Abogacía en la Facultad de Derecho de la Universidad de Belgrano (Buenos Aires), mientras también cursaba la carrera de Musicoterapia ―recientemente abierta, en 1966― en la Universidad del Salvador.
Cuatro años después, en 1972 (con 22 años de edad) abandonó ambas carreras e inició su carrera profesional con la discográfica CBS Argentina con un disco. Su mayor éxito fue «Por qué te quiero tanto» (del cantautor español Juan Pardo, 1942-).
En ese primer sencillo de Brizuela, los coros fueron realizados por el grupo folclórico Los Montoneros.
El productor de sus discos en CBS fue Jorge Carlos Portunato, quien había integrado Los Montoneros. Con él Brizuela compuso su segundo éxito "Nos quisimos, nos amamos". Otro de sus éxitos fue la canción "Tú serás mi compañera", escrita por Brizuela y Gus Carrizo.[cita requerida]
En 1975, Brizuela recibió un premio en el Festival Internacional del Disco de Mar del Plata (Argentina).[cita requerida]
En esa época, él y sus amigos Víctor Heredia (1947-) y Horacio Guarany (1925-2017) eran manejados artísticamente por el Vasco Iborra y por Rolando Rolly Hernández (autor y compositor que por esos años era miembro del Partido Comunista).[cita requerida]
Con su amigo Víctor Heredia, Brizuela realizó su primera gira internacional. Recorrieron Latinoamérica y Estados Unidos.[cita requerida]
Se casó en primeras nupcias con una mujer de apellido Vadell. El casamiento se llevó a cabo en la quinta Los Granados (en Don Torcuato, provincia de Buenos Aires), que había pertenecido al empresario periodístico Natalio Botana (1888-1941).
Allí se encontraba el famoso mural Ejercicio plástico (1933), de David Alfaro Siqueiros (1896-1974), el único trabajo del muralista mexicano hecha en el exilio fuera de México. Después de la muerte de Botana, el padre y el tío de la esposa de Brizuela compraron la quinta. Años después, la quinta fue demolida, y en 2009 el mural fue expropiado por la presidenta argentina Cristina Fernández de Kirchner. Hoy está restaurado en el Museo del Bicentenario (en la Casa Rosada, de Buenos Aires).
De aquel matrimonio tuvo dos hijos María y Laureano.
Su divorcio fue de los primeros otorgados en Argentina ―donde aún no existía legalmente― y fue refrendado por el juez Yarade (de Salta).
En Puerto Rico, Brizuela recibió el Premio al Disco del Año por el éxito de su canción "Compañera".[cita requerida] El certamen era organizado por la empresaria puertorriqueña Carmen Mirabal, quien representaba a las disqueras de Puerto Rico para dicho galardón. Puerto Rico fue el país que organizó el primer evento de este tipo ―antes que los premios Billboard, los Grammy Latinos y los Premios Lo Nuestro―, con la participación de todas las disqueras latinoamericanas.
En 1978, Brizuela obtuvo un contrato de trabajo para televisión en la empresa Telemundo, de Puerto Rico, país adonde se mudó. Trabajó en la producción del programa televisivo El show de Ednita Nazario, producido por Paquito Cordero.
Contrajo matrimonio en segundas nupcias con Ednita Nazario (1955-).
Se convirtió también en productor de la cantante Nydia Caro (1950-).
La propuesta incluía que Brizuela le produjera canciones a Nazario que le pudieran dar un estilo internacional. El primer álbum, Mujer sola (1978), cambió el perfil de Nazario. Fue producido en los estudios ION (Buenos Aires), con arreglos de Oscar Cardozo Ocampo y de Jorge Calandrelli. Ese fue el debut de Brizuela como productor y director artístico. Mujer sola se convertiría en el cambio completo de Nazario, ya que fue considerado por la crítica, y por sus ventas, como uno de los mejores de su carrera. Aunque a partir de ese disco, la carrera de Nazario tuvo proyección internacional. Luego vendrían las producciones Retrato de mujer, Al rojo vivo y La prohibida, con ventas millonarias en el hemisferio norte. Su canción de mayor éxito fue un dueto realizado con Brizuela en "Mi pequeño amor", que fue la música central de la telenovela Coralito, producida por Telemundo (de Puerto Rico).
Puerto Rico se convirtió en la residencia de Brizuela, donde decidió interrumpir su carrera como cantante por espacio de seis años, para dedicarse de lleno a la producción discográfica. Coordinó las giras de Ednita Nazario, como su director artístico y productor, en México, Centroamérica y Sudamérica, llegando hasta Argentina, donde grabó un especial con producción de Armando Barbeito, amigo de Brizuela y productor de Mirtha Legrand. Este especial se produjo para Canal 7 (Buenos Aires).
El 21 de septiembre (Día de la Primavera) de 1978, en una de sus visitas a Buenos Aires ―mientras vivía en Puerto Rico―, Brizuela (de 29 años) fue invitado a la mesa del programa Almorzando con Mirtha Legrand, donde habló de una supuesta «campaña antiargentina en el exterior» (se refería a las denuncias de Amnesty International contra la violación de los derechos humanos perpetrados por la dictadura militar, que entre 1976 y 1980 secuestró y torturó a unas 100 000 personas y asesinó a más de 30 000).
Un año antes (en 1977), la dictadura había «desaparecido» a la sobrina de Legrand y a su esposo Julio E. Panebianco. Legrand logró salvar a su sobrina gracias a sus influencias, pero el esposo de la sobrina fue asesinado.
En 1979, Laureano Brizuela compuso para Ednita Nazario la canción «Cadenas de fuego», que Nazario cantaría en el Festival OTI de la Canción (Caracas, 1979), que obtuvo el segundo premio.[cita requerida]
En la edición del año siguiente (1980) del Festival de la OTI (ese año celebrado en Buenos Aires) ganó el puertorriqueño Rafael José (1955-) con la composición «Contigo, mujer». La dirección orquestal estuvo a cargo del argentino Jorge Calandrelli, quien fuera posteriormente nominado al premio Óscar junto a Quincy Jones, por la música de la película de Steven Spielberg El color púrpura.[cita requerida]
Brizuela produjo los cuatro álbumes de Nazario, en sociedad con Alejandro Vezzani como autor.[cita requerida]
Después de su sonado divorcio de Nazario, el periodista costarricense Ariel Chaves González (del periódico Extra de San José de Costa Rica) entrevistó a Brizuela, quien dijo ser «gran amigo» de Nazario, a quien dijo que nunca olvidaba. Cuando el mismo periodista le preguntó a Nazario qué pensaba del comentario de Brizuela, esta respondió riendo: «¿Qué pienso del comentario de quién?». A raíz de esa respuesta irónica, el músico envió una carta de protesta a ese periódico costarricense, criticando duramente a su exesposa.
A principios de los años ochenta, Brizuela emigró a la ciudad de México D. F., donde se estableció para relanzar su carrera como cantante. En 1985 se casó con Graciela Micheli.
Sus baladas viraron hacia el romantic rock estadounidense con un tinte melódico, antes desconocido en México. Ese año publicó el álbum El Ángel del Rock (1985).
Fue el primer artista que logró que el rock se presentara en todo tipo de escenarios, incluyendo aquellos reservados para la música de talla regional. Sus recitales se caracterizaban por los efectos visuales. Varios de sus músicos llegaron a formar sus propias bandas, como Las Insólitas Imágenes de Aurora ―que posteriormente se llamaron Caifanes―, Kerigma y Bon y los Enemigos del Silencio. Sus espectáculos de televisión, producidos por Luis de Llano Macedo no tuvieron precedentes en la televisión mexicana.
En esa época incursionó en la actuación, formando parte del elenco de dos telenovelas de edición internacional producidas por Televisa:
- Agujetas de color de rosa (1994), en la que interpreta a Laureano.
- Canción de amor (1996), en uno de cuyos episodios representa a un tal Álvarez, y para la cual escribe e interpreta dos temas: Este amor y Perdóname.[11]

En 1982 solicitó la visa de residencia en Estados Unidos,[cita requerida] y en 1988 adquirió la nacionalidad estadounidense.[cita requerida]
A partir de su relanzamiento, Brizuela se asoció con Jeff Silbar y con Bruce Sugar (quien es hasta la fecha su ingeniero de grabación, y que actualmente produce en exclusiva a Ringo Starr) y crearon la productora discográfica No Tears Productions (‘producciones sin lágrimas’). Brizuela retomó la creación de canciones, las cuales viraron hacia la denuncia contra las dictaduras, la injusticia social, la guerra y la sumisión femenina por el machismo. Su álbum Viajero del tiempo (1989) contiene cóvers de famosas canciones del idioma inglés como It’s now or never, O pretty woman, América, Starting over y Have you ever seen the rain.
A partir del 1993, Brizuela creó su productora con Jeff Silbar.
Brizuela compuso con Silbar las canciones del álbum Alborada, la canción «Dos sueños rotos», y una docena de canciones en los siguientes tres álbumes.
Con su otro asociado Bruce Sugar, un ingeniero de sonido neoyorquino, que sigue trabajando con Laureano Brizuela en No Tears Productions para su próximo álbum, que se editará en marzo del 2013.

## Encarcelamiento
El 15 de diciembre de 1989, a su arribo al aeropuerto de la Ciudad de México desde Miami, Brizuela fue encarcelado por el supuesto delito de evasión fiscal.

Me dieron otro paseo y me metieron en un cuarto. Solicité hablar por teléfono. No me dejaron, lo cual es un delito gravísimo. Estamos ante una violación a la Convención de Viena de 1961. Estaba secuestrado, incomunicado...
Laureano Brizuela, acerca de su secuestro

Salió libre cuatro meses y medio después, en mayo de 1990. A raíz de ese hecho su carrera como cantante en México se vio seriamente afectada. El cantante culpó a quien había sido su representante durante dos años, Raúl Velasco Jr. (hijo del conductor mexicano Raúl Velasco), que aparentemente se había quedado con 400 000 dólares estadounidenses, producto de presentaciones y ventas de discos.
Brizuela demandó a la Secretaría de Hacienda y Crédito Público de México.[cita requerida]
«Fue una violación de los derechos humanos», afirmó.

### Inocencia
El 13 de diciembre de 1995 ―seis años después que fuera encarcelado por defraudación fiscal―, el Primer Tribunal Colegiado (proceso 687) otorgó la razón a Laureano Brizuela.
En marzo de 1996, el Tribunal Colegiado Segundo del DF lo absolvió de todos los cargos y lo declaró inocente. Inmediatamente, Brizuela inició su reclamación de todo lo incautado de manera ilícita por el Estado (propiedades, y cuentas bancarias en Estados Unidos y en México), sin que se le haya devuelto nada incluso después de declarada su inocencia.
La reclamación, que fue postergada dolosamente durante 9 años por la Secretaria de Hacienda, terminó en la Corte Suprema de México, donde el ministro Azuela ―influenciado por Francisco Gil Díaz, responsable inicial de la detención de Brizuela, y que en 2006 fungía como Secretario de Hacienda del Gobierno de Vicente Fox―, le negó la revisión y el amparo directo a Brizuela.
En 2006, un tribunal mexicano lo declaró inocente de todos los cargos.
Ese mismo año (2006) Brizuela publicó su versión de los hechos, en un libro titulado Infamia del poder en México: mi crónica del terrorismo fiscal, sus víctimas, sus tácticas y sus inquisidores (de la editorial Grijalbo / Random House Mondadori).

La persistencia con que yo defendí la integridad con que se deben defender los derechos y las garantías de los seres humanos, ojalá que le sirva a mucha gente y no se dejen pisotear. Nadie debe pisotear nuestros derechos, nunca. Pero bueno, procuro no hablar mucho de política ni meterme en esas cosas, soy «invitado a la mesa», como siempre lo dije.
Laureano Brizuela, en 2010

En septiembre de 2006, Brizuela se presentó ante la CIDH (Comisión Interamericana de Derechos Humanos), con sede en Washington DC.[cita requerida]
El 22 de julio de 2010 ―después de cuatro años de análisis―, su caso se abrió, mientras él se encontraba en Mazatlán con su actual pareja, la artista española Palmira Loché ―bailaora de flamenco durante 15 años en Sevilla, y compañera actriz de Brizuela en la telenovela Esperanza del corazón (2011/2012)―. Ese día, la Comisión Interamericana encontró causales válidos para la demanda por daño moral, daños y perjuicios, encarcelamiento injustificado, violación a la Convención de Viena de 1961 sobre asistencia legal y consular en su favor. En marzo de 2013, el caso tuvo sentencia de admisibilidad en la Comisión Interamericana de Derechos Humanos.[cita requerida]

## En Estados Unidos
Brizuela abandonó México en 1990. Dos años después, ya viviendo en el sur de California (Estados Unidos). lanzó varios discos:
Alborada (1992),
Vivir una vez (1993).
Huellas (1995) y
Estaciones (1997),
con un extenso repertorio de canciones en inglés. En el disco Si quieres amarme (2000) realizó versiones tecno de sus temas más vendidos, para darles un dance beat (‘ritmo de baile’). En el álbum Alborada incluyó un dúo con la cantante argentina Patricia Sosa (1956-) en la canción «No somos más que eso».

## Telenovelas
En 2009 estuvo viviendo en su ciudad natal, Salta (Argentina).
En 2009 formó parte del elenco de la versión mexicana de la serie argentina Hermanos y detectives donde en cuatro episodios interpretó al administrador de la discoteca Kumbala (que según IMDb.com se llamaba también Kumbala).
En 2010 trabajó en la serie Soy tu fan de Once TV México.
En Televisa trabajó en 2 telenovelas: Canción de amor en 1996, junto a Eduardo Capetillo y Lorena Rojas haciendo el papel de Álvarez; y en Esperanza del corazón en 2011 y hasta febrero de 2012, junto a Fernando Allende, Lucía Méndez y Juan Carlos Barreto.
En 2012 se encuentra preparando un nuevo disco de estudio, con grabaciones realizadas con Oscar Mediavilla y Dany Vila (en Buenos Aires), y arreglos de Jordi Bachbush (en México), su nuevo socio en grabación. En este disco ―que será lanzado en febrero de 2013―, Brizuela presentará a un nuevo cantante de pop rock texano llamado Kelo McKane, en dos canciones a dúo.
En el 2018 realiza una participación especial en la telenovela juvenil Hijas de la luna.

## Discografía
En 53 años de carrera artística, Brizuela ha producido 15 discos:
- 1974: Por qué te quiero tanto[21]
- 1975: Laureano[22]
- 1976: El americano[23]
- 1985: El Ángel del Rock[24] (seudónimo que Brizuela adoptó en México).
- 1986: Solo[25]
- 1987: Viento del sur[26]
- 1988: Lo más fuerte del Ángel del Rock
- 1989: 4 - Griten
- 1989: Viajero del tiempo
- 1991: Alborada
- 1993: Vivir una vez
- 1995: Huellas
- 1997: Estaciones
- 2000: Si quieres amarme
- 2007: 20 secretos de amor

## Canciones
Entre sus canciones más conocidas se encuentran:
- «Amándote»
- «América» (versión de la canción original de Neil Diamond).
- «Contigo o sin ti»
- «Después de ti»
- «El Ángel del Rock»
- «Enamorándonos», versión al español de la canción «Just like starting over», de John Lennon.[27]
- «Griten, chicos»
- «La promesa de volver»
- «Muchachita», versión en español del tema «Oh, Pretty Woman» original de Roy Orbison.
- «Nacido en el Tercer Mundo», cover del tema original de Roque Narvaja.
- «Nada contra nada»
- «No hay adiós»
- «No llores más»
- «Quién soy yo»
- «Quiero escaparme de ti»
- «Solo»
- «Sueños compartidos»
- «Tiempo para amarte»
- «Viento del sur», cover del tema original de Roque Narvaja.

En México logró primeros puestos del ranking con 15 sencillos.

## Televisión

### Programas
| Año  | Programa              | Personaje |
| ---- | --------------------- | --------- |
| 2019 | ¿Quién es la máscara? | "Águila"  |